# Skandha
Skandha (sanskrit) eller khanda (pāḷi) betyder "hög, aggregat, samling, gruppering". Inom buddhismen avser det oftast de fem aggregaten som är basen för klängande (pañcupādānakkhandhā), de fem faktorerna (materiella och mentala) ingår i uppkomsten av begär och klängande. De beskrivs också som de fem faktorer som utgör en kännande varelses person och förklarar dess personlighet, men detta är en senare tolkning som svar på sarvastivadiernas essentialism.
De fem aggregaten, eller högarna som är basen för klängande är:
1. form (rupa, Wyl.: gzugs)
2. känsloton (intryck, förnimmelse, känsla) (vedana, Wyl.: tshor ba)
3. uppfattning (perception) (samjna, Wyl.: 'du shes)
4. formationer (mental aktivitet, Wyl.: 'dus byed) (sankhara)
5. medvetande (vijnana, Wyl.: rnam shes).[5]

Enligt Theravada-traditionen uppstår lidande när man identifierar sig med eller håller fast vid aggregaten. Detta lidande upphör genom att man överger sina bindningar till aggregaten.
Mahayana-traditionen hävdar att alla aggregaten är tomma på inneboende, oberoende existens.

## Etymologi
Skandha (स्कन्ध) är ett sanskritord med innebörden "mångfald, mängd, aggregat, aggregering", generellt sett i sammanhang av vad som är med sinnesorganen empiriskt observerbara grova grova föremål som t.ex. en kropp eller en stam, m.m. Termen förekommer i vediska skrifter.
Det motsvarande ordet på Pāli är khandha (ibland stavat kkhanda) förekommer i stor omfattning i Pāli-kanonen. Rhys Davids och William Stede menar att i det sammanhanget betyder det "huvuddelen (det mesta) av kroppen;  aggregat; hög; material samlat till en mängd eller massa". I vissa sammanhang avser det "allt som ingår; en gruppering". I andra sammanhang avser det specifikt "beståndsdelarna för sensorisk existens; de sensoriska aggregat som betingar uppkomsten av alla livsformer". Paul Williams med flera översätter skandha som "heap, aggreagate", och anger att det refererar till en förklaringen av alla varelsers psykofysiska sammansättning.
Johannes Bronkhorst översätter skandha som "aggregate". Damien Keown och Charles Prebish menar att skandha är ཕུང་པོ། på tibetanska, och att termeras innebörd är "collections or aggregates or bundles" 

## Beskrivning
Buddha beskriver i Pali Canon de fem aggregaten enligt följande:
1. form alt. materia[note 2] (Skt., Pāli रूप rūpa ; Tib.: གཟུགས།, Wyl.: gzugs; Ch.色(sè)): materia, kropp eller "materiell form" av ett väsen eller någon existens.[9][3] Buddhistiska texter anger att varje persons, varje sinnesvarelses eller föremåls rupa består av fyra grundläggande element eller krafter: jord (fasthet, stadga, stabilitet), vatten (sammanhållande, sammanfogande), eld (hetta, värme) och vind (rörelse).[3]
2. känsloton alt. känsla (Skt., Pāli वेदना vedanā ; Tib.: ཚོར་བ།, Wyl.: tshor ba; Ch.受(shòu)): den sensoriska upplevelsen av ett objekt.[3] Det är antingen behagligt, obehagligt eller neutralt.[note 3][note 4]
3. uppfattning  alt. "perception" (Skt. संज्ञा saṃjñā, Pāli सञ्ञा saññā, Tib.: འདུ་ཤེས།, Wyl.: 'du shes Ch想(xiǎng)):[note 5] sensorisk och mental process som att registrerar, identifierar och etiketterar (t.ex. formen av ett träd, färgen grön, känslan av rädsla).[3]
4. mentala formationer alt. "formationer" (Skt. संस्कार, saṃskāra, Pāli: सङ्खार, saṅkhāra; Tib.: འདུ་བྱེད།, Wyl.: 'du byed; Ch行(xing)...): "konstruerade ting" eller "konstruerade aktiviteter",[3], "volition", "avsikter", "karmiska aktiviteter"; alla typer av mentala avtryck och betingning som utlöses av ett objekt.[10][11][note 6] Inkluderar alla processer som får en person att initiera handling eller agera.[3]
5. medvetande alt. "diskriminering" eller "urskiljning" (Skt विज्ञान Vijnana, Pāli विञ्ञाण viññāṇa Tib.: རྣམ་ཤེས།, Wyl.: rnam shes; Ch識(shí).):[note 7]. Peter Harvey skriver att medvetenhet om ett objekt och urskiljning av dess komponenter och aspekter  sker som sex typer.[3] Den buddhistiska litteraturen diskuterar denna skandha som:
  1. I Nikayaerna / Āgamaerna : medvetandet,[12][note 8] det som urskiljer.[13][note 9]
  2. I Abhidhamma: en serie av snabbt föränderliga sammankopplade diskreta kunskapshandlingar.[note 10]
  3. I vissa Mahayana-källor: basen som stöder all erfarenhet.[note 11]

## Tolkning
De fem aggregaten tolkas ofta i den senare traditionen som en förklaring av beståndsdelarna i personen och personligheten. Listan över aggregat blev oerhört viktig för den senare utvecklingen av undervisningen. Enligt denna tolkning finns det i varje skandha – kropp, förnimmelser, uppfattningar, mentala formationer och medvetande – tomhet och ingen substans.
Enligt Damien Keown och Charles Prebish hävdar "kanonisk buddhism" att ett jag, eller ett själv, är ett begrepp som onödigtvis tillskrivs ett fenomens eller en levande varelses fem skandhaern. Matthew MacKenzie menar att Skandha-doktrinen, är en form av antirealism vad beträffar den vardagliga verkligheten och personerna i den, och att den presenterar ett alternativ till "substantialistisk" syn på jaget. Det är en buddhistisk form av reduktionism av allt som uppfattas: varje person och personlighet ses som en aggregering eller en hög av sammansatta enheter utan inneboende essens.
Enligt Harvey ger de fem skandhaerna upphov till en känsla av personlighet, men att de är dukkha, obeständiga och saknar ett bestående jag eller inneboende essens. Varje aggregat är ett föremål för klängande, och är själva ursprunget till självidentifiering som "jag, mig, mig själv". Enligt Harvey är det för att uppnå nirvāṇa  nödvändigt att nå insikt om skandhaernas verkliga natur, både vad gäller förgänglighet och icke-jag. Denna "tomhet av personlighet" finner man i beskrivningar av de upplysta, fulländade tillstånden Arhat och Tathagata, där det inte längre finns någon identifikation med de fem skandhaerna. 
Denna syn på avsaknad av essens har varit en källa till återkommande frågor, meningsskiljaktigheter och kommentarer sedan urminnes tider, från såväl icke-buddhistiska indiska religioner som inom buddhistiska traditioner. Användningen av skandha-begreppet för att förklara jaget är unik för buddhismen bland de stora indiska religionerna, och måste ses i sammanhang med polemik beträffande Sarvastivadaernas läror att "fenomen" (dharma, Wyl.: chos) eller dess beståndsdelar är verkliga. Det står i kontrast till hinduismens och jainismens premiss att en levande varelse har en evig själ eller metafysiskt jag.
David Kalupahana förklarar vidare att i vissa tidiga buddhistiska texter anses individen overklig men att skandhaerna är verkliga. I många andra buddhistiska Nikaya- och Āgama-texter betraktas även skandhaerna som overkliga och icke-substantiella.
Enligt Thanissaro försökte Buddha aldrig definiera vad en "person" är, även om forskare tenderar att förhålla sig till skandhaerna som en beskrivning av personens beståndsdelar. Han tillägger att precis som buddhistiska kommentarer från omkring första århundradet e.Kr. och framåt har gjort förklarar nästan alla buddhistiska meditationslärare det på det sättet.  Thanissaros uppfattning är att detta felaktigt, och han föreslår att skandha ska ses som aktiviteter som orsakar lidande, men att denna process osunda verkningar kan avbrytas.
Rupert Gethin noterar också att de fem skandhaerna inte bara är en buddhistisk analysen av människan, utan fem aspekter av en individuell varelses upplevelse av världen som innefattar både fastklängande och allt det som man klänger sig fast vid.
Boisvert menar att många forskare har refererar till de fem aggregaten i sina verk om buddhism, men ingen av dem har gett en genomgripande förklaring av deras respektive funktioner. Enligt Boisvert är de fem aggregaten och det beroende uppkomsten nära besläktade, och att de förklarar processen som binder oss vid samsara. Boisvert noterar att pancha-upadanakkhanda inte inbegriper all mänsklig upplevelse. Vedana kan förvandlas till antingen niramisa eller nekkhamma-sita vedana, vedana som inte är skadligt, eller till amisa eller gehasita vedana, en typ av förnimmelse kan fungera som något som åstadkommer framtida begär och aversion. Detta bestäms av sanna. Enligt Boisvert tillhör inte alla sanna sanna-skandha. Den sunda formen av sanna inser tillvarons tre kännetecken (dukkha, anatta, anicca) och ingår inte bland sanna-skandha. Ohälsosam sanna är befrämjar inte insikt" och utan den rätta sanna, kommer personen sannolikt att ge upphov till begär, klängande och tillblivelse. Precis som med sanna, ingår inte alla sankhara i sankharaskandha, eftersom inte alla sankhara resulterar i framtida effekter.
Enligt Johannes Bronkhorst måste föreställningen att de fem aggregaten inte är jaget betraktas i ljuset av debatterna om "befriande kunskap", dvs. kunskapen om Atman som de vediska traditionerna ansåg leda till befrielse. Bronkhorst noterar att "kännedom om jaget inte spelar någon användbar roll på Buddhas väg till befrielse." Vad som är viktigt är att klänga till former, ljud, lukter, smaker, föremål eller mentala faktorer som uppfattas med de sex sinnesorganen (dessa inkluderar (det mentala) sinnet som det sjätte sinnesorganet). Insikten att aggregaten inte är självet hjälper en att släppa taget om denna fixering.
Miri Albahari invänder också mot den vanliga förståelsen av att skandhaerna  betecknar frånvaron av något "jag". Albahari har hävdat att khandhas inte nödvändigtvis utgör helheten av den mänskliga erfarenheten, och att det hinduiska konceptet Ātman (evig själ) inte uttryckligen förnekas av Pāli Canon. Enligt Albani förstås anattā bäst som en praktisk strategi snarare än som en metafysisk doktrin. För Albahari är Nibbāna en ständigt närvarande del av den mänskliga naturen, som gradvis "avtäcks" genom att okunnigheten upphör.

## I Theravada Abhidhamma
De tidiga buddhistiska skolorna utvecklade detaljerade analyser och översikter, Abhidharma, av de läror som finns i sutrorna. Varje skola utvecklade sin egen Abhidharma. Däribland finner vi  Theravāda Abhidhamma och Sarvāstivāda Abhidharma.

### Sex sinnesbaser/sinneskällor
De inre och yttre sinnesbaserna bildar tillsammans de "sex sinnesbaserna". I denna beskrivning, som finns i texter som Salayatana samyutta, resulterar sammankomsten av ett objekt och ett sinnesorgan i uppkomsten av ett motsvarande medvetande.
Enligt Bhikkhu Bodhi lär Theravada-traditionen att de sex sinnesbaserna inrymmer "alla existensfaktorer", det är "allting" och att "utöver dessa existerar ingenting" och de "är tomma på ett jag och det som tillhör jaget".
Sutorna själva beskriver inte detta som ett alternativ till skandhaerna; det är i Abhidhamma som strävan efter ett enda heltäckande system som de fem aggregaten och de sex sinnesbaserna relateras explicit:
- De första fem yttre sinnesbaserna (synlig form, ljud, lukt, smak och känsel), och de första fem inre sinnesbaserna (öga, öra, näsa, tunga och kropp) är en del av formaggregatet;
- Det mentala sinnesobjektet (dvs. mentala objekt) överlappar med de första fyra aggregaten (form, känsla, perception och formation);
- Det mentala sinnesorganet (sinnet) är jämförbart med medvetandeaggregatet.

Bodhi skriver att de sex sinnesbaserna presenterar en "vertikal" syn på mänskliga upplevelser medan aggregaten erbjuder ett "horisontellt" (tidsmässigt) synsätt. Theravada-buddhistiska meditationsövningar på sinnesbaser syftar till att både eliminera förvrängda kognitioner såsom de som påverkas av begär, inbilskhet och åsikter, såväl som att rycka upp alla föreställningar i alla dess skepnader.

### Arton Dhātuer och fyra Paramatthaer
De arton dhātuerna – Sex yttre baser, sex inre baser och sex medvetanden – fungerar genom de fem aggregaten. Dessa dhātuer kan ordnas i sex triader, varje triad består av ett sinnesobjekt, ett sinnesorgan och ett sinnesorgansmedvetande.
Abhidhamma och postkanoniska palitexter skapar ett meta-schema för Sutta-pitakas uppfattningar om aggregat, sinnesbaser och dhattus (element). Detta meta-schema har namnet de fyra paramatthaerna eller slutgiltiga realiteter, tre av dem betingade samt en ovillkorad:
- Materiella fenomen (rūpa, form)
- Sinne eller medvetande (citta)
- Mentala faktorer (cetasikas: nama-faktorerna: känsloton, uppfattning och formation)
- Nibbāna

## I Mahayana-traditionen
Mahayana utvecklades ur de traditionella skolorna, introducerade nya texter och betonade andra aspekter av lärorna, särskilt sunyata och Bodhisattva-idealet.
Prajnaparamita-lärorna utvecklades från det första århundradet fvt och framåt. Den understryker "tomheten" av allt som finns. Detta innebär att det inte finns några evigt existerande "essenser", eftersom allt är uppkommet i beroende på något annat. Även skandhaerna har sitt ursprung och saknar någon inneboende substansiell existens. Enligt Red Pine är Prajnaparamita-texterna en historisk reaktion på några tidiga buddhistiska Abhidhammas. Specifikt är det en reaktion på Sarvastivadas läror som menar att "fenomen" (dharma) eller dess beståndsdelar är verkliga. Prajnaparamitas begrepp om "tomhet" överensstämmer också med Theravada Abhidhamma.  
Detta är formulerat i Hjärtsutran. Sanskritversionen av "Prajnaparamita Hridaya Sutra" ("Hjärtsutran") kan ha komponerats i Kina från sanskrittexter, och senare tillbakaöversatt till sanskrit, och i den nämns att de fem skandhaerna är tomma på själv-existens, och säger det välbekanta  "form är tomhet, tomhet är form /…/ detsamma är sant för känslotoner, uppfattningar,  formationer och medvetandet."
Madhyamaka-skolan utvecklar idén om medelvägen. Dess grundtext är Mūlamadhyamakakārikā, en text skriven av Nagarjuna, som motbevisar Sarvastivadas verklighetsuppfattning som förtingligar fenomenen. Den samtidiga icke-förtingligande av jaget och förtingligande av skandhaerna har av vissa buddhistiska tänkare betraktats som mycket problematisk.
Yogacara-skolan utökade analysen av sinnets mekanismer och utvecklade begreppet nama-rupa och de fem skandhaerna och utvecklade föreställningen om de åtta medvetandena.

### Kina
I kinesiska texter, är Śūnyatā, "wu", ingentinghet. I dessa texter var relationen mellan absolut och relativ ett centralt ämne för att förstå de buddhistiska lärorna. Aggregaten förmedlar den relativa (eller konventionella) upplevelsen av världen av en individ, och det är genom den som den absoluta sanningen förverkligas. DT Suzuki kommenterar Hjärtsutran:
Tathāgatagarbhasutrorna, som behandlade idén om Buddha-naturen, utvecklades i Indien men spelade även en framträdande roll i Kina. Tathagatagarbhasutrorna talar ibland om Buddhas outsägliga skandhas (bortom världsliga skandaernas natur och bortom världslig förståelse). I Mahayana Mahaparinirvana Sutra berättar Buddha om hur Buddhas skandaers faktiskt är eviga och oföränderliga. Buddhas skandhaers sägs vara obegripliga för det icke upplysta seendet.

### Tibet
Vajrayana-traditionen vidareutvecklar aggregaten i termer av mahamudra epistemologi och tantriska reifikationer.
Med hänvisning till mahamudra-lärorna, identfierar Chogyam Trungpa formaggregatet som en "solidifiering" av ovetande (Pali, avijjā ; Skt., avidyā ), vilket låter en att ha illusionen av att "äga" en dynamisk och inrymmande visdom (Pali, vijjā ; Skt. vidyā ), och därmed är den grunden för skapandet av en dualistisk relation mellan "jag" och "andra".
Enligt Trungpa Rinpoche, är de fem skandaerna en uppsättning buddhistiska begrepp som beskriver vår erfarenhet som en femstegsprocess och att hela utvecklingen av de fem skandhaerna är ett försök från vår sida att skydda oss  från sanningen om vår insubstantialitet, medan meditationsövningen är att se igenom denna sköld.
Trungpa Rinpoche skriver (2001, sid. 38):